# Avis Rent A Car
A Avis Rent a Car é das principais locadoras de veículos de todo o mundo e surgiu em 1946, quando Warren Avis inaugurou sua primeira estação de aluguel de automóveis no Aeroporto Willow Run, Ypsilanti, Michigan. Atualmente, a locadora é uma das gigantes globais, com presença em mais de 175 países com veículos para aluguel diário e terceirização de frota para empresas.
A Avis é líder mundial em aluguel comercial e de lazer na indústria do turismo, além de ser o principal operador de aluguel da América do Norte, Austrália, Nova Zelândia e outras regiões. A cultura de serviços da locadora é conhecida mundialmente e representada por seu famoso slogan We Try Harder (Nós esforçamo-nos mais), frase que trouxe à empresa reconhecimento pela execução de uma das melhores campanhas de marketing empresarial do mundo.
A companhia integra o Avis Budget Group (ABG), maior operador de locação de veículos do mundo, ao lado da Budget Rent a Car, com movimento anual de US$ 5,1 bilhões e presença em mais de 5 mil localidades, incluindo 1 200 aeroportos.
O Avis Budget Group oferece benefícios significativos com a operação de duas marcas distintas que visam diferentes segmentos da indústria e compartilham da mesma frota, instalações de manutenção, sistemas, tecnologia e infraestrutura administrativa.

## História
A Avis foi fundada em 1946 quando Warren E. Avis (1915-2007) abriu o seu primeiro balcão de aluguer de viaturas a Avis Airlines Rent a Car Systems no Aeroporto de Willow Run em Detroit, Estados Unidos, com uma frota de apenas 3 viaturas. Em 1948, a empresa passa a denominar-se Avis Rent-a-Car e em 1958 expande-se internacionalmente criando divisões na Europa, África, Médio Oriente e Ásia. A nível mundial, a Avis está presente em cerca de 163 países, com cerca de 4 800 agências de aluguer, onde se realizam mais de 15 milhões de alugueres por ano.

### We Try Harder
Em 1963, a Avis Rent-a-Car detinha apenas 10% da quota de mercado nos Estados Unidos, enquanto que a sua concorrente Hertz detinha 75%. Nesse mesmo ano é desenvolvida uma campanha baseada no slogan We Try Harder, em que admitiu abertamente estar a perder dinheiro, ser apenas a empresa número dois no aluguer de viaturas nos EUA e deter poucos clientes. Com esta campanha a Avis Rent-a-Car enfatizou a importância da qualidade do serviço prestado e a relação de profissionalismo mantida com os seus clientes.[carece de fontes?] A Avis Rent-a-Car definiu assim o seu posicionamento e a sua imagem de marca, projectando-se em apenas 3 anos, para um quota de mercado de 35% nos EUA.[carece de fontes?]
O lema We Try Harder continua ainda hoje a ser o mote de trabalho de todos os colaboradores da Avis.

## Avis no Brasil
No Brasil desde 1978, a locadora foi incorporada pelo Grupo Dallas em 2003, passando a ser presidida por Afonso Celso de Barros Santos, que adquiriu a licença da marca Avis (e posteriormente da Budget) e assumiu a máster franquia da empresa.
Barros Santos fez a Avis Rent a Car decolar no mercado nacional. Nos últimos cinco anos, a locadora ampliou em 120% sua presença no País. Inaugurou em 2007 sua nova sede de 5 mil m² na Lapa, em São Paulo, e iniciou sua incursão no segmento de seminovos. Em 2009, as vendas aumentaram 18% e a frota superou os 20 mil veículos. Em dezembro de 2011, a empresa Dallas Rent a Car, de propriedade do Sr. Afonso, solicitou recuperação judicial no Brasil após uma grave crise financeira e dívidas totais na ordem de R$ 350 milhões. 
Em 2013, as operações passaram para a ABG e em 2018 para a Movida.

## A Avis Portugal
Sediada em Lisboa dispõe de uma rede superior a 50 estações de aluguer que cobrem Portugal continental e ilhas, principalmente nos aeroportos nacionais e nas estações de caminhos de ferro.
A Avis Portugal faz parte da divisão da Avis Europa e opera em Portugal desde 1959, quando a empresa C. Santos, especializada na importação e comércio de viaturas, adquiriu uma frota de 12 viaturas. Em 1972, após treze anos no mercado de aluguer de viaturas sem condutor, a marca Avis Portugal, passa a ser detida pela empresa Sovial - Sociedade de Viaturas de Aluguer, com um capital de 4 200 000 escudos e uma frota de 400 viaturas.
Actualmente, a Avis Portugal detêm mais de 50 estações de aluguer em Portugal continental e ilhas, algumas das quais em regime de franchising. A Avis Portugal criou ao longo dos anos parcerias com diversas empresas e instituições nacionais e internacionais, por forma, a oferecer um serviço de qualidade a um maior leque de clientes. Em 1979 a Avis Portugal e a TAP iniciam uma parceria que perdura até hoje e que permite oferecer condições especiais de aluguer de viaturas aos clientes TAP. Em 1986 a Avis Portugal passa a empresa Corporate da Avis Europa, altura em que esta passa a figurar na Bolsa de Londres.